# Adesmia bijuga
Adesmia bijuga es una especie de planta floral del género Adesmia, categorizada en la tribu Dalbergieae, de la subfamilia Faboideae.
Fue descrita por el naturalista alemán Rodulfo Amando Philippi. Aparece registrada y publicada en una sección de la  revista Anales de la Universidad de Chile de 1884.

## Distribución
Especie nativa de Chile. Crece en el bioma subtropical.